# Entomogramma venusta
Entomogramma venusta là một loài bướm đêm trong họ Erebidae.